# William Turner (naturforskare)
William Turner, född 1509 eller 1510 i Morpeth i Northumberland, död 13 juli 1568 i London, var en engelsk botanist.
Turner blev medicine doktor i Italien, sedan i Oxford, domprost i Wells katedral i Wells 1550 och är en av Englands första naturhistoriska författare. I Storbritannien anses han som denengelska botanikens fader. Hans trädgård låg i Kew. Turner skrev folioverket A new herball (2 delar, 1551, 1562) samt Libellus de re herbaria (1538; åter utgiven av Benjamin Daydon Jackson 1877), Names of herbes (1548, nytryck 1882) med mera.
Asteroiden 10316 Williamturner är uppkallad efter honom.